# Левченко Іван Олексійович
Іван Олексійович Левченко (31 серпня 1930 — 6 січня 2012) — український ентомолог, фахівець з бджіл та їх поведінки, кандидат біологічних наук (1966), провідний науковий співробітник і завідувач лабораторії етології Інституту бджільництва ім. П. І. Прокоповича.

## Життєпис
У 1956 році закінчив біологічний факультет Київського державного університету. Після закінчення університету працював у лабораторії арахноентомології у Канівському природному заповіднику. Протягом 1962—1994 років працював у відділі фізіології комах Інституту зоології у Києві. Згодом — провідний науковий співробітник і завідувач лабораторії етології Інституту бджільництва ім. П. І. Прокоповича.

## Деякі найважливіші публікації
- Левченко И. А. Изучение танцев пчел при помощи кинограмм. Пчеловодство, 1961, 5: 37- 39.
- Левченко И. А., Шалимов И. И., Пелехатая В. И. Свита пчелы-разведчицы. Пчеловодство, 1965, 11: 9-11.
- Левченко І. О., Францевич Л. І., Шалімов І. І. Положення бджіл світи під час сигнальних рухів бджоли-розвідниці. Доповіді АН УРСР, 1966, 8: 1089—1091.
- Левченко И. А., Шалимов И. И. Роль свиты разведчиц медоносных пчел в передаче информации о пространственном положении корма [Архівовано 6 березня 2022 у Wayback Machine.]. Вестник зоологии, 1968, 3: 11-19.
- Левченко И. А. Передача информации о координатах источника корма у пчелы медоносной. Киев: Наукова думка. 1976. 252 с.
- Францевич Л. И., Левченко И. А., Бабанчук В. В. Поисковые движения пешеходных пчел. I. Ненаправленный случайный поиск [Архівовано 7 березня 2022 у Wayback Machine.]. Вестник зоологии, 1987, 3: 45-51.
- Левченко И. А. Взаимное распознавание пчел в гнезде. Пчеловодство, 1988, 9: 7-8.
- Неведомский Ю. Л., Францевич Л. И., Левченко И. А., Баранчук В. В. Поисковые движения медоносной пчелы. 2. Поиск ароматизированного корма в неподвижном воздухе [Архівовано 7 березня 2022 у Wayback Machine.]. Вестник зоологии, 1989, 1: 37-41.
- Неведомский Ю. Л., Левченко И. А., Баранчук В. В. Поисковые движения медоносной пчелы. 3. Поиск ароматизированного корма в условиях направленного потока воздуха [Архівовано 6 березня 2022 у Wayback Machine.]. Вестник зоологии, 1989, 6: 55-59.
- Левченко И. А. Скорость образования и перестройки пищевых условных рефлексов у аборигенных и завозных пород пчел. Пчеловодство, 2007, (10): 22-25.